# Кабанців Анатолій Григорович
Каба́нців Анато́лій Григо́рович (нар. 4 грудня (16 грудня) 1900, Нова Михайлівка, нині у складі Дніпра — 25 травня 1956, Буенос-Айрес) — український співак (тенор), музичний критик, педагог.

## Життєпис
Закінчивши 2-гу класичну гімназію в Катеринославі, вступив на медичний факультет нововідкритого Катеринославського університету. Проте від медичної кар'єри відмовився. Систематично вивчати спів став спочатку у проф. Михайла Михайловича Енгель-Крона (директора Катеринославської консерваторії), а згодом у його брата Акимова (Сергія Михайловича Енгель-Крона (1867—1930). Потім брав уроки у співака-італійця Маріо Антонеллі, проф. Зінаїди Малютіної та у викладача Дніпропетровської консерваторії Ольги Тарловської.
Після закінчення Дніпропетровського музичного технікуму (1932; клас Зінаїди Малютіної) — соліст Дніпропетровської філармонії.
У 1935—1941 — соліст Дніпропетровського театру опери та балету, в 1941—1943 — Українського музичного театру в Дніпропетровську, в 1943—1944 — Тернопільського музично-драматичного театру.
У 1944 році разом з дружиною оперною співачкою Ніною Павлівною Слободіною та донькою Палажкою емігрував до Європи — Братислава, Прага, Тіроль (Австрія), Авгсбург, Фюссен, Бад-Верісгофен. Звідти разом з дружиною робить концертні подорожі майже по всій Баварії. З Німеччини подружжя виїхало до Франції.
У 1948 році Кабанців переїхав до Аргентини в місто Буенос-Айрес. Там займався педагогічною діяльністю, керував вокальною студією. Писав музично-критичні статті в періодиці.

## Партії
- Андрій («Запорожець за Дунаєм» Семена Гулака-Артемовського),
- Петро, Левко, Аполлон («Наталка Полтавка», «Утоплена», «Енеїда» Миколи Лисенка),
- Андрій («Катерина» Миколи Аркаса),
- Ленський («Євгеній Онєгін» Петра Чайковського),
- Альфред, Герцог («Травіата», «Ріголетто» Джузеппе Верді).